# Thomas Davatz

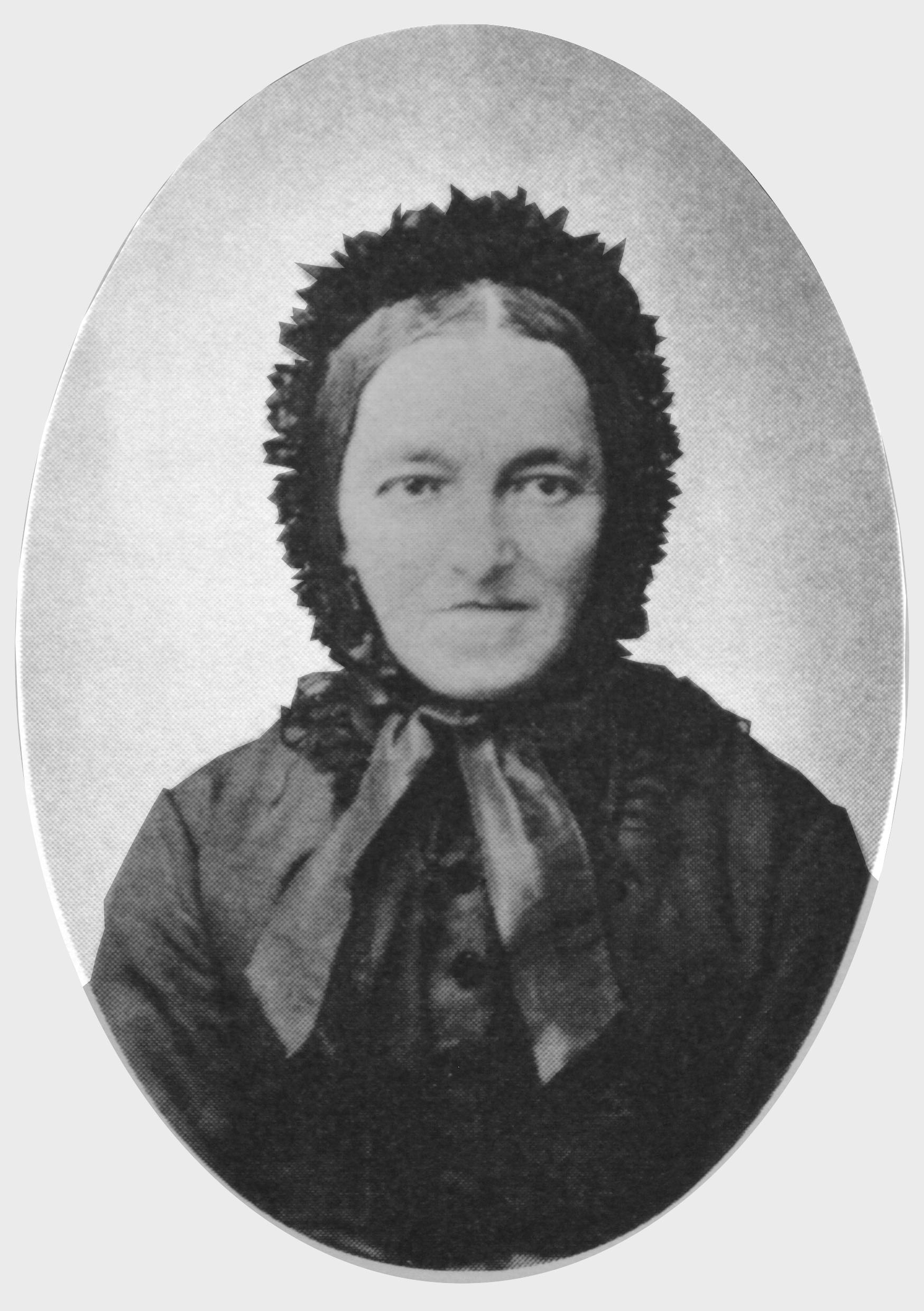
Katharina Davatz-Auer, por volta de 1880

Thomas Davatz (Fanas, 23 de abril de 1815 — Landquart, 6 de fevereiro de 1888) foi um suíço emigrado para o Brasil, autor de importantes relatos sobre o contexto da colonização germânica no Brasil.

## Biografia
Thomas Davatz era o filho mais velho de Christian e Margreth Davatz, da família Janett de Fideris, no cantão dos Grisões, Suíça. A família protestante vivia da agricultura em uma pequena propriedade de pouco mais de meio hectare. Junto com sua irmã mais nova Luzia, Thomas cresceu em Fanas, cantão dos Grisões, onde freqüentou a escola do vilarejo. Já em tenra idade, ele era incomodado por uma doença no peito – provavelmente bronquite. Depois de terminar a escola no topo de sua turma, Davatz assumiu a escola primária de Fideris nos invernos de 1834-36, inicialmente como substituto de seu primo doente. Por recomendação do pastor de Fideris, Davatz freqüentou o seminário no castelo de Beuggen, perto de Säckingen na Alemanha, na primavera de 1835, onde se formou como professor em três anos. Durante a sua formação no seminário, ele desenvolveu uma relação formativa com o diretor Christian Heinrich Zeller e sua família. Posteriormente, Davatz era professor em Fideris e Malans na Suíça. Em 1840 ele se casou com Katharina Auer, de Fideris. No verão de 1842, ele se submeteu a uma cura para sua doença no peito nas termas de Fideris; ele teve que abrir mão de atuar como professor durante outono. O casal se mudou com o primeiro filho para Fanas, para morar com seus avós. Durante este período, nasceu outra criança. Durante dois invernos Davatz dirigiu a escola secundária de Fanas, às vezes foi vice-presidente do conselho escolar de Fanas e foi membro do tribunal distrital, além de secretário do conselho municipal e membro da agência da assistência social.
Em 1854, ele decidiu emigrar para a América. Sua ideia original era se estabelecer nos Estados Unidos. Como resultado da propaganda oficial positiva do governo brasileiro, que proporcionou avanços em viagens e outros favores sem interesse por dois anos, ele finalmente decidiu ir ao Brasil. O fato de esses benefícios terem cessado a partir de 1855 foi ocultado por os agentes da rede Vergueiro na Europa. Muitas comunidades pré financiam a viagem para suas famílias dispostas a emigrar, mas muitas vezes na condição de que todos os bens da família em questão fossem apreendidos. Davatz chegou ao Brasil em julho de 1855, liderando um grupo de compatriotas contratados pela empresa de colonização do senador Nicolau Pereira de Campos Vergueiro (1778-1859). Esses colonos foram levados à província de São Paulo para a fazenda Ibicaba, que pertencia ao Senador Vergueiro e na qual ele cultivava café. Alguns dos colonos foram designados para duas outras fazendas.
Após várias tentativas de lutar pelos direitos dos colonos, Davatz foi forçado a abandonar seu plano de emigração. Ele viajou de volta à sua pátria com sua família em 1857. Em Landquart, ele assumiu o posto administrativo da estação ferroviária e o serviço do correio relacionado, a partir de 1858. Após a separação da ferrovia e dos correios, ele trabalhou em Landquart de 1863 a 1884 como chefe do correio e telegrafista. Em 1884 seus três filhos mais jovens, Jakob (nascido em 1852), Johann Peter (nascido em 1857) e Thomas (nascido em 1863), emigraram para a América do Norte. Depois de uma longa doença, Thomas Davatz morreu em Landquart aos 72 anos de idade.

## O sistema de parceria
Davatz chegou ao país em julho de 1855 liderando um grupo de compatriotas, contratado pela companhia de colonização do senador Vergueiro. Esses colonos foram estabelecidos em São Paulo, na Fazenda Ibicaba, de propriedade do senador, onde plantava café.
Davatz foi bem recebido e bem instalado, e foi aconselhado a aprender o português com a máxima presteza para que pudesse assumir o cargo de administrador da colônia. Também dava aulas e ministrava cerimônias do culto protestante. Contudo, as condições de vida e trabalho que os colonos em geral encontraram diferiam muito da propaganda que os atraíra. Antes da viagem Davatz havia sido incumbido pelas autoridades suíças de escrever um relatório sobre a colônia, e depois de cerca de um ano de estadia, contornando a censura imposta à sua correspondência, enviou em segredo o prometido relatório. Nele informava que os colonos estavam sendo enganados pelas brilhantes promessas do governo, e que estavam submetidos a um regime próximo da escravidão. O relatório gerou um escândalo na Europa e atritos com os fazendeiros, que exigiram explicações. Os colonos, temendo que seu líder e protetor fosse castigado ou preso, se reuniram para defendê-lo e cercaram a sede da fazenda em 24 de dezembro de 1856, um confronto que se tornou conhecido como a Revolta de Ibicaba.
O caso chegou às autoridades imperiais, gerando preocupação de que pudesse abalar os projetos colonizadores do governo. Dois oficiais suíços visitaram a colônia para averiguar a situação, Theodor Heusser e Jean-Jacques Tschudi, que produziram outros relatórios em linhas gerais confirmando o que Davatz dissera. Ele permaneceu na fazenda até o início de março de 1857, quando retirou-se sozinho para o Rio de Janeiro, de onde voltou à Europa no mesmo ano.
Em 1858 Davatz publicou um livro, Die Behandlung der Kolonisten in der Provinz St. Paulo in Brasilien und deren Erhebung gegen ihre Bedrücker. Ein Noth-und Hilfruf an die Behörden und Menschenfreunde der Länder und Staaten, welchen die Kolonisten angerhörten,Ver nota  onde narrou suas experiências com a clara intenção de combater o movimento emigratório que se desencadeava em sua pátria. O autor se confessava profundamente arrependido de ter emigrado, e sentia-se responsável pelo destino infeliz que contribuíra para criar para seus amigos, tendo sido um dos grandes incentivadores da viagem. Com base nesses relatos articulou-se na Europa uma cerrada campanha anti-emigração, e o governo da Prússia proibiu a viagem de seus súditos para o Brasil em 1859.
Sua obra não tem grande valor literário mas é considerada um dos principais documentos de época relativos à colonização germânica no país. Yan de Almeida Prado possuía o único exemplar conhecido no Brasil, através de quem Mário de Andrade entrou em contato com o texto, escrevendo dois artigos na década de 1930, analisando-o sob um viés político e comparando-o com a situação nacional de seu próprio tempo, qualificando-o como "uma das informações mais interessantes sobre a colonização teuto-suíça tentada pelo senador Vergueiro". Na apreciação de Ilka Cohen,
"Ao reproduzir as acusações do autor, Mário de Andrade resgatava toda uma visão negativa do sistema de colonização instituído pelos fazendeiros paulistas no século anterior, contrariando a visão oficial da parcela da elite à qual se opunha politicamente. [..] O livro de Thomas Davatz constituía não apenas mais uma mera descrição do Brasil pitoresco que se esperava de um estrangeiro, mas abordava temas delicados como a opressão, os desmandos dos poderosos, as reações dos oprimidos, temas certamente pouco confortáveis e principalmente pouco conhecidos pelo público leitor nacional. A importância do texto foi mais uma vez acentuada adiante, quando, num inquérito promovido pela revista Rumo em 1933, Mário de Andrade reafirma sua admiração pela obra, incluindo-a entre os 20 títulos que se deve ler para conhecer o Brasil".
Mais tarde a Livraria Martins Editora decidiu publicar uma tradução, incluída na coleção Biblioteca Histórica Brasileira, dando-lhe o título Memórias de um colono no Brasil, lançada em 1951. O coordenador da coleção, Rubens Borba de Moraes, encomendara a tradução ao eminente historiador Sérgio Buarque de Holanda, e para contextualizar o relato, incentivou Holanda a escrever um prefácio histórico, cujo resultado representou um marco na historiografia da colonização em São Paulo, sendo a base para uma série de outras pesquisas e delimitando um novo campo: o estudo do sistema colonial da parceria entre os grandes fazendeiros e os trabalhadores livres e assalariados, instituído para substituir progressivamente a mão de obra escrava. O sistema era idealista e promissor, pretendia criar núcleos de produção que servissem de escola rural para os colonos e lhes propiciassem os meios iniciais para uma futura emancipação econômica, mas fracassou em sua aplicação, e depois da Revolta de Ibicaba entrou em rápido declínio. Nas palavras de Holanda esse sistema...
"[...] tornou-se mais digno de censura pelos abusos a que se prestou do que pelos princípios em que descansa. [...] Por pessimista que seja nosso julgamento acerca de regime de parceria, tal como fora concebido por Vergueiro, uma coisa é certa: foi principalmente por seu intermédio que se tornou possível à lavoura paulista admitir o trabalho livre sem passar pelas crises que essa transição iria provocar em outras regiões do Brasil. [...]
"No livro de Thomas Davatz, hoje publicado em tradução brasileira, o historiador futuro terá um elemento imprescindível para o estudo do trabalho agrícola em São Paulo durante a época do Império. É inútil insistir muito na intenção polêmica em que foi composto. Livro de partido, mas também de boa fé, ele é a expressão e o prolongamento da vida de um pobre colono perdido num mundo hostil às suas aspirações. Consideradas nesse aspecto é que as memórias de Davatz poderão ser apreciadas em seu justo valor".
O assunto da imigração dos colonos suíços com Thomas Davatz entrou também na arte literária com o romance histórico de Eveline Hasler Ibicaba. O paraíso em mente.

## A família de Thomas Davatz
|           |           |           |           |           |           |  |  |            |            |            |            |            |            |  |  |       |       |       |       | Christian Davatz          | Christian Davatz          | Christian Davatz          | Christian Davatz          | Christian Davatz          | Christian Davatz          |                |                |                |                |  |  | Margareta Davatz-Janett | Margareta Davatz-Janett | Margareta Davatz-Janett | Margareta Davatz-Janett | Margareta Davatz-Janett | Margareta Davatz-Janett |  |  |                       |                       |                       |                       |                       |                       |  |  |                     |                     |                     |                     |                     |                     |  |  |                     |                     |                     |                     |                     |                     |
|           |           |           |           |           |           |  |  |            |            |            |            |            |            |  |  |       |       |       |       | Christian Davatz          | Christian Davatz          | Christian Davatz          | Christian Davatz          | Christian Davatz          | Christian Davatz          |                |                |                |                |  |  | Margareta Davatz-Janett | Margareta Davatz-Janett | Margareta Davatz-Janett | Margareta Davatz-Janett | Margareta Davatz-Janett | Margareta Davatz-Janett |  |  |                       |                       |                       |                       |                       |                       |  |  |                     |                     |                     |                     |                     |                     |  |  |                     |                     |                     |                     |                     |                     |
|           |           |           |           |           |           |  |  |            |            |            |            |            |            |  |  |       |       |       |       |                           |                           |                           |                           |                           |                           |                |                |                |                |  |  |                         |                         |                         |                         |                         |                         |  |  |                       |                       |                       |                       |                       |                       |  |  |                     |                     |                     |                     |                     |                     |  |  |                     |                     |                     |                     |                     |                     |
|           |           |           |           |           |           |  |  |            |            |            |            |            |            |  |  |       |       |       |       |                           |                           |                           |                           |                           |                           |                |                |                |                |  |  |                         |                         |                         |                         |                         |                         |  |  |                       |                       |                       |                       |                       |                       |  |  |                     |                     |                     |                     |                     |                     |  |  |                     |                     |                     |                     |                     |                     |
|           |           |           |           |           |           |  |  |            |            |            |            |            |            |  |  |       |       |       |       | Thomas Davatz (1815-1888) | Thomas Davatz (1815-1888) | Thomas Davatz (1815-1888) | Thomas Davatz (1815-1888) | Thomas Davatz (1815-1888) | Thomas Davatz (1815-1888) |                |                |                |                |  |  | Katharina Davatz-Auer   | Katharina Davatz-Auer   | Katharina Davatz-Auer   | Katharina Davatz-Auer   | Katharina Davatz-Auer   | Katharina Davatz-Auer   |  |  |                       |                       |                       |                       |                       |                       |  |  |                     |                     |                     |                     |                     |                     |  |  |                     |                     |                     |                     |                     |                     |
|           |           |           |           |           |           |  |  |            |            |            |            |            |            |  |  |       |       |       |       | Thomas Davatz (1815-1888) | Thomas Davatz (1815-1888) | Thomas Davatz (1815-1888) | Thomas Davatz (1815-1888) | Thomas Davatz (1815-1888) | Thomas Davatz (1815-1888) |                |                |                |                |  |  | Katharina Davatz-Auer   | Katharina Davatz-Auer   | Katharina Davatz-Auer   | Katharina Davatz-Auer   | Katharina Davatz-Auer   | Katharina Davatz-Auer   |  |  |                       |                       |                       |                       |                       |                       |  |  |                     |                     |                     |                     |                     |                     |  |  |                     |                     |                     |                     |                     |                     |
|           |           |           |           |           |           |  |  |            |            |            |            |            |            |  |  |       |       |       |       |                           |                           |                           |                           |                           |                           |                |                |                |                |  |  |                         |                         |                         |                         |                         |                         |  |  |                       |                       |                       |                       |                       |                       |  |  |                     |                     |                     |                     |                     |                     |  |  |                     |                     |                     |                     |                     |                     |
|           |           |           |           |           |           |  |  |            |            |            |            |            |            |  |  |       |       |       |       |                           |                           |                           |                           |                           |                           |                |                |                |                |  |  |                         |                         |                         |                         |                         |                         |  |  |                       |                       |                       |                       |                       |                       |  |  |                     |                     |                     |                     |                     |                     |  |  |                     |                     |                     |                     |                     |                     |
| Christian | Christian | Christian | Christian | Christian | Christian |  |  | Margarethe | Margarethe | Margarethe | Margarethe | Margarethe | Margarethe |  |  | Luisa | Luisa | Luisa | Luisa | Luisa                     | Luisa                     |                           |                           | Barbara Tabita            | Barbara Tabita            | Barbara Tabita | Barbara Tabita | Barbara Tabita | Barbara Tabita |  |  | Elsbeth                 | Elsbeth                 | Elsbeth                 | Elsbeth                 | Elsbeth                 | Elsbeth                 |  |  | Jakob Heinrich * 1852 | Jakob Heinrich * 1852 | Jakob Heinrich * 1852 | Jakob Heinrich * 1852 | Jakob Heinrich * 1852 | Jakob Heinrich * 1852 |  |  | Johann Peter * 1857 | Johann Peter * 1857 | Johann Peter * 1857 | Johann Peter * 1857 | Johann Peter * 1857 | Johann Peter * 1857 |  |  | Thomas, jun. * 1863 | Thomas, jun. * 1863 | Thomas, jun. * 1863 | Thomas, jun. * 1863 | Thomas, jun. * 1863 | Thomas, jun. * 1863 |

Família Davatz